# Loka pri Žusmu
Loka pri Žusmu – wieś w Słowenii, w gminie Šentjur. W 2018 roku liczyła 373 mieszkańców.